# Cherry Island
L'illa Cherry (en gaèlic, Eilean Muireach, que significa 'illa de Murdoch') és l'única illa del Llac Ness, a les Terres altes d'Escòcia, i és un exemple de crannog. L'illa es troba a uns 140 metres de la riba, prop de l'extrem sud del llac. Originalment, l'illa feia 49 per 51 metres, però actualment és més petita en créixer el nivell del llac quan aquest va passar a formar part del canal de Caledònia. La pujada del nivell del llac va causar la total desaparició d'una illa natural propera, l'illa Dog.
Durant el segle xv, sobre l'illa hi havia un castell, construït amb pedra i fusta de roure, que probablement era usat com a refugi fortificat. S'ha suggerit que l'illa Cherry podia haver estat una cabana o refugi de caça, amb l'illa Dog com a llar per als gossos de caça.